# NGC 7676
NGC 7676 (другие обозначения — PGC 71564, ESO 148-16, AM 2326-595) — галактика в созвездии Тукан.
Этот объект входит в число перечисленных в оригинальной редакции «Нового общего каталога».